# Rue Larbi-Ben-M'Hidi
La rue Larbi-Ben-M'Hidi (en arabe : ﺷﺍﺭﻉ ﺍﻟﻌﺮﺑﻲ ﺑﻦ ﻣﻬﻴﺩﻱ), ex-rue d'Isly, est une voie d'Alger.

## Situation et accès
Cette rue est l'une des principales artères commerciales du centre-ville d'Alger. Elle mène de la place de la Grande Poste à Bab El Oued et est coupée au milieu par la place de l'Émir-Abdelkader.
Elle est accessible par la ligne de bus n°36 de l'ETUSA, ainsi que par les deux stations de métro Ali Boumendjel et Tafourah-Grande Poste.

## Origine du nom
Elle honore Larbi Ben M'hidi (1923-1957), l'un des fondateurs du Front de libération nationale (FLN).

## Historique

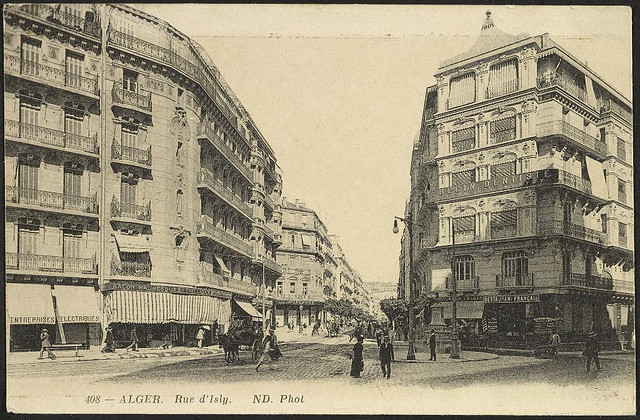
La rue d'Isly vue depuis la Grande Poste

Anciennement connue comme la « rue d'Isly », elle a pris le nom de « rue Larbi-Ben-M'Hidi » après le départ des Français.
Le 26 mars 1962, une fusillade y a eu lieu pendant la guerre d'Algérie, faisant 80 morts et plus de 200 blessés.

## Bâtiments remarquables et lieux de mémoire
- no 18 : Bâtiment appelé L'Historial de l'architecte Larbi Marhoum.
- no 25 : Musée d'Art Moderne d'Alger, ex-Galeries Algériennes.
- no 42 : Siège de l'Institut national algérien de la propriété industrielle